# Jùjú
El jùjú es un género de música popular nigeriana, nacido a partir de la percusión yoruba tradicional y el género apala, que se desarrolló en los años 20 en los clubs urbanos del país. Las primeras grabaciones de jùjú fueron de Rey Tunde y Ojoge Daniel.

## Contexto y desarrollo
El apala, un estilo tradicional de Ijebu, en Yoruba, también se hizo muy popular en los años 60, desarrollado por músicos como Haruna Ishola, Sefiu Ayan, Kasumu Adio, y Ayinla Omowura. Ishola, que era uno de los fabricantes de éxitos más constantes de Nigeria entre 1955 y su muerte en 1983, grabó numerosas canciones apala, que alternaron entre lo lento y emocional y lo rápido y enérgico. Su lírica era una mezcla de alabanza improvisada y versos del Corán, así como proverbios tradicionales. Su trabajo tuvo una influencia formativa sobre el desarrollo del estilo fuji.
A finales de los años 60 aparecieron las primeras bandas de fuji. El fuji obtuvo su denominativo por el grupo Golden Fuji Group que a su vez tomó su nombre del Monte Fuji en Japón, aunque el motivo fue puramente por el sonido de la palabra según Alhaji Sikiru Ayinde Barrister, líder del grupo y creador del estilo. Fuji es una síntesis del apala con un "adornado y libre ritmo" vocal de los músicos piadosos ajisari y acompañado por el sakara, un tambor- pandereta, y la guitarra hawaiana. 
Entre las estrellas más tempranas del género encontramos a Haruna Ishola y a Ayinla Omowura. Ishola obtuvo numerosos éxitos a finales de los años 50 y principios de los años 80, convirtiéndose en uno de los ejecutantes más famosos del país. El fuji fue popular entre los años 1960 y 70, estando estrechamente asociado con el Islam.
El fuji ha sido descrito como jùjú sin guitarras aunque, irónicamente, Ebenezer Obey una vez lo describió como mambo con guitarras. Sin embargo, en sus raíces, el fuji es una mezcla de musulmán tradicional de los ajisari con aspectos de percusión apala, cantos Were y música filosófica sakara. De todos estos elementos la base fundamental del fuji es el apala. Las primeras estrellas de fuji fueron las bandas rivales Alhaji Sikiru Ayinde Barrister y Ayinla Kollington. Alhaji Sikiru Ayinde Barrister comenzó su carrera en el fuji a principios de los años 70 con el Golden Fuji Group aunque había cantado canciones musulmanas cuanto tenía 10 años. 
Él cambió el nombre de su grupo por Fuji Londoners cuando volvió de un viaje a Londres, Inglaterra. Mucho tiempo después, con éxitos como "Orilonise", "Fuji Disco/Iku Baba Obey", "Oke Agba", "Aye", " y "Suuru", cambió el nombre del grupo a Supreme Fuji Commanders con un éxito, "Orelope", que fue platino al instante. El rival de Ayinde era Ayinla Kollington, Baba Alatika, conocido para usar letras burdas y vulgares entrelazadas con incoherentes comentarios sociales. En los años 80 les siguieron estrellas como Wasiu Ayinde Barrister.

## Afro-jùjú
El afro-jùjú es un género musical creado por el músico nigeriano Shina Peters, que se hizo estilo independiente tras la publicación de Afro-jùjú Series 1 en 1989. Sorprendentemente el afro-jùjú es una combinación de afrobeat y fuji y no de afrobeat y jùjú. El fenómeno caló tanto entre los admiradores de Shina Peters que se denominó "Shinamanía".